# Tulcoides pura
Tulcoides pura är en skalbaggsart som beskrevs av Martins och Maria Helena M. Galileo 1990. Tulcoides pura ingår i släktet Tulcoides och familjen långhorningar. Inga underarter finns listade i Catalogue of Life.